# ألمنيوم زركونيوم تيتراكلوروهايدركس الغليسين
ألمنيوم زركونيوم تيتراكلوروهايدركس الغليسين (بالإنجليزية: Aluminium zirconium tetrachlorohydrex gly)‏ هو اسم التسمية الدولية لمواد التجميل لمحضر يستخدم كمزيل روائح في العديد من منتجات مزيل عرق. وهو محدد لقدرته على حجب المسام في البشرة مما يمنع التعرق ان يغادر الجسم. وهو على هيئة لامائية التي تضيف إلى قدراته امتصاص الرطوبة. في بعض الأحيان يطلع عليه AZG، يحتوي على خليط من المونومر و المبلمر Zr4+ وAl3+ مجتمعة مع هيدروكسيد و كلوريد وغليسين.

## انظر ايضاً
- مزيل روائح